# Zeiler (Nittendorf)
Zeiler ist ein Dorf und Ortsteil des Marktes Nittendorf im Landkreis Regensburg.

## Lage
Zeiler liegt südlich des Kernortes Nittendorf zwischen Schönhofen und Viehhausen. Die Staatsstraße 2394 verläuft östlich. Östlich fließt auch die Schwarze Laber, ein linker Zufluss der Donau.

## Geschichte
Bis 30. Juni 1972 gehörte der Ort zur Gemeinde Schönhofen und wurde mit dieser im Zuge der Gebietsreform in Bayern am 1. Juli 1972 nach Nittendorf eingegliedert.